# Blå Jungfrun västra
Blå Jungfrun västra är en fyr på ön och nationalparken Blå Jungfrun i Kalmarsund i Östersjön. Fyren som uppfördes av Sjöfartsverket år 1953, är numera släckt, men den 6 meter höga fyrbyggnaden står kvar på västra sidan av ön.  Fyren är vitmålad och när sikten är god kan den skönjas från fastlandet på omkring 10 sjömils avstånd.
Blå Jungfrun Västra är en av ursprungligen totalt två fyrar på Blå Jungfrun. Den andra fyren, Blå Jungfrun östra, är dock sedan början av 2000-talet nedmonterad. Den finns numera att beskåda på fastlandet i kuststaden Oskarshamn där den placerats som ett landmärke i stadsbilden.